# LDHAL6A
LDHAL6A (англ. Lactate dehydrogenase A like 6A) – білок, який кодується однойменним геном, розташованим у людей на 11-й хромосомі. Довжина поліпептидного ланцюга білка становить 332 амінокислот, а молекулярна маса — 36 507.
| 10         |  | 20         |  | 30         |  | 40         |  | 50         |
| ---------- |  | ---------- |  | ---------- |  | ---------- |  | ---------- |
| MATIKSELIK |  | NFAEEEAIHH |  | NKISIVGTGS |  | VGVACAISIL |  | LKGLSDELVL |
| VDVDEGKLKG |  | ETMDLQHGSP |  | FMKMPNIVSS |  | KDYLVTANSN |  | LVIITAGARQ |
| KKGETRLDLV |  | QRNVSIFKLM |  | IPNITQYSPH |  | CKLLIVTNPV |  | DILTYVAWKL |
| SGFPKNRVIG |  | SGCNLDSARF |  | RYFIGQRLGI |  | HSESCHGLIL |  | GEHGDSSVPV |
| WSGVNIAGVP |  | LKDLNPDIGT |  | DKDPEQWENV |  | HKKVISSGYE |  | MVKMKGYTSW |
| GISLSVADLT |  | ESILKNLRRV |  | HPVSTLSKGL |  | YGINEDIFLS |  | VPCILGENGI |
| TDLIKVKLTL |  | EEEACLQKSA |  | ETLWEIQKEL |  | KL         |  |            |

A: Аланін

C: Цистеїн

D: Аспарагінова кислота

E: Глутамінова кислота

F: Фенілаланін

G: Гліцин

H: Гістидин

I: Ізолейцин

K: Лізин

L: Лейцин

M: Метіонін

N: Аспарагін

P: Пролін

Q: Глутамін

R: Аргінін

S: Серин

T: Треонін

V: Валін

W: Триптофан

Кодований геном білок за функціями належить до оксидоредуктаз, фосфопротеїнів. 
Задіяний у такому біологічному процесі, як ацетилювання. 
Білок має сайт для зв'язування з НАД. 
Локалізований у цитоплазмі.